# Криводол (община)
Криводол (болг. Община Криводол) — община в Болгарии. Входит в состав Врачанской области. Население составляет 10 798 человек (на 15 мая 2008 года).

## Состав общины
В состав общины входят следующие населённые пункты:
1. Баурене
2. Ботуня
3. Галатин
4. Главаци
5. Големо-Бабино
6. Градешница
7. Добруша
8. Краводер
9. Криводол
10. Лесура
11. Осен
12. Пудрия
13. Ракево
14. Уровене
15. Фурен

## Археология
В селе Градешница на северо-западе Болгарии была найдена глиняная плитка с узкими рядами символов, датируемая началом 5-го тысячелетия до н. э. (Градешница является эпонимом для местного варианта археологической культуры Винча). Артефакт представляет собой вогнутую плитку или плоский горшок с прямоугольным основанием. С обеих сторон просверлены отверстия. С вогнутой стороны вырезаны символы, организованные рядами, а с другой — стилизованное изображение человеческой фигуры в молитвенной позе, окруженной орнаментами.